# Titkos invázió (televíziós sorozat)
A Titkos invázió (eredeti cím: Secret Invasion) 2023-as amerikai szuperhős sorozat, amelyet Kyle Bradstreet készített a Disney+ számára. A főbb szerepekben Samuel L. Jackson, Ben Mendelsohn, Cobie Smulders, Kingsley Ben-Adir, Emilia Clarke, Olivia Colman, Martin Freeman és  Don Cheadle látható.
A sorozat 2023. június 21-én indul el az Amerikai Egyesült Államokban és Magyarországon.
Ez a Marvel által készített kilencedik televíziós sorozat, amely a Marvel-moziuniverzum (MCU) történéseihez tartozik.

## Ismertető
Az alakváltó idegenek csoportja, a Skrullok beszivárogtak a Föld életének minden területére.

## Szereplők

### Főszereplők
| Szereplő                      | Színész                          | Magyar hang     | Leírás |
| ----------------------------- | -------------------------------- | --------------- | --- |
| Nick Fury                     | Samuel L. Jackson                | Gáti Oszkár     | A S.H.I.E.L.D. egykori igazgatója, aki évekig dolgozott a Skrullokkal a mélyűrben, mielőtt visszatért a Földre.                                                                                          |
| Talos                         | Ben Mendelsohn                   | Mihályfi Balázs | A skrullok vezetője és Fury szövetségese. |
| Gravik                        | Kingsley Ben-Adir                | Vizi Dávid      | A lázadó Skrullok egy csoportjának vezetője, aki elszakadt Talos frakciójától, és úgy véli, hogy a legjobb módja a fajtájuk megsegítésének, ha beszivárognak a Földre a szükséges erőforrásokért.        |
| Pagon                         | Killian Scott                    | Jankovics Péter | Lázadó Skrull, és Gravik parancsnok-helyettese. |
| Beto                          | Samuel Adewunmi                  | Kövesi Zsombor  | Lázadó Skrull. |
| Ritson                        | Dermot Mulroney                  | Jakab Csaba     | Amerikai Egyesült Államok elnöke. |
| Prescod                       | Richard Dormer                   | Fillár István   | Volt S.H.I.E.L.D. ügynök, aki leleplezte a Skrullok tervét a Föld megszállásáról. |
| G'iah                         | Emilia Clarke                    | Páder Petra     | Talos lánya. |
| Sonya Falsworth               | Olivia Colman                    | Szőlőskei Tímea | Magas rangú MI6 ügynök és Fury régi szövetségese, aki Anglia nemzetbiztonsági érdekeit igyekszik megvédeni a beszivárgás során.                                                                          |
| Raava / James "Rhodey" Rhodes | Don Cheadle Nisha Aaliya (Raava) | Takátsy Péter   | A Légierők egykori tisztje, aki a Hadigép páncélzatot működteti, és Bosszúálló is egyben. Kiderül, hogy egy női Skrull vette fel az alakját, míg az igazi Rhodes-ot Új Skrullos-ban tartották fogságban. |
| Priscilla Fury / Varra        | Charlayne Woodard                |                 | Nick Fury felesége. |
| Chris Sterns                  | Christopher McDonald             | Németh Gábor    | Az FXN híradósa és a Skrull Tanács tagja. |
| Rosa Dalton                   | Katie Finneran                   | Spilák Klára    | a Skrulloknak dolgozó tudós, aki különböző DNS-mintákat kutat a Harvest projekthez, hogy Gravikot és követőit szuperképességekkel ruházza fel.                                                           |

### Mellékszereplők
| Szereplő              | Színész                                           | Magyar hang            | Leírás                                                                                               |
| --------------------- | ------------------------------------------------- | ---------------------- | --- |
| Maria Hill            | Cobie Smulders                                    | Szinetár Dóra          | Korábbi magas rangú S.H.I.E.L.D. ügynök, aki szorosan együttműködik Furyval.                         |
| Everett K. Ross       | Martin Freeman                                    | Görög László           | Az amerikai Központi Hírszerző Ügynökség (CIA) egykori ügynöke, akinek alakját egy Skrull vette fel. |
| Rick Mason            | O. T. Fagbenle                                    | Horváth-Töreki Gergely | Egykori S.H.I.E.L.D. ügynök, aki segít Fury-nak.                                                     |
| Brogan                | Ben Peel                                          | Rohonyi Barnabás       | Skrull, akit Sonya kínoz.                                                                            |
| Shirley Sagar         | Seeta Indrani                                     | Farkasinszky Edit      | A Skrull tanács tagjai.                                                                              |
| Caspani NATO főtitkár | Giampiero Judica                                  | Vida Péter             | A Skrull tanács tagjai.                                                                              |
| Pamela Lawton         | Anna Madeley                                      | Sági Tímea             | A Skrull tanács tagjai.                                                                              |
| Elizabeth             | Juliet Stevenson                                  | Kiss Mari              | Maria Hill anyja.                                                                                    |
| Soren                 | Charlotte Baker (ember) Kate Braithwaite (skrull) |                        | Talos felesége és G'iah anyja, akit Gravik megölt.                                                   |

### Magyar változat
- Magyar szöveg: Gáspár Bence
- Szakértő: Aradi Gergely
- Felvevő hangmérnök: Jacsó Bence
- Vágó: Kajdácsi Brigitta
- Gyártásvezető: Kincses Tamás
- Szinkronrendező: Tabák Kata
- Produkciós vezető: Hagen Péter

A szinkront a Mafilm Audio készítette.

## Epizódok
| Sor. | Év. | Cím                       | Rendező   | Író                              | Premier          |
| --- | --- | ------------------------- | --------- | -------------------------------- | ---------------- |
| 1. | 1.  | Feltámadás (Resurrection) | Ali Selim | Kyle Bradstreet és Brian Tucker  | 2023. június 21. |
| Moszkvában Talos üldözi Everett K. Rosst egy CIA-ügynök megölése miatt. Maria Hill megérkezik, hogy segítsen Rossnak, de rájön, hogy ő egy Skrull, és felhívja Nick Furyt, aki visszatér a Földre. Talosszal találkozva Fury megtudja, hogy Talost száműzték a Skrull Tanácsból, és korábbi szövetségese, Gravik vezető pozícióba került, és terrorista támadások végrehajtására gyűjti össze a Skrullokat Oroszországban. Fury-t később elrabolják az MI6 ügynökei, és elviszik egy régi ismerőséhez, Sonya Falsworth-hez. Szövetséget javasol Gravik megállítására, de a nő visszautasítja. Egy poloska segítségével lehallgatják őt és a miniszterelnököt, Fury és Talos felkutatnak egy másik Skrull-t és Gravik szövetségesét, Vaszilij Popriscsint, de Fury megöli Popriscsint, miután nem sikerült kihallgatni. Talos újra találkozik a lányával, G'iah-val, aki korábban találkozott Poprischinnel, hogy piszkos bombákat szerezzen a lázadóknak. Miután azt állítja, hogy Gravik megölte az édesanyját, Sorent, G'iah felfedi, hogy a lázadók az egység napján a Vossojedinenyiye tér megtámadását tervezik, és megjelöli a bombák helyét. Fury, Hill és Talos azonban túl későn tudja meg, hogy a helyszínek csalétek, mielőtt Gravik felrobbantja a bombákat, Fury-nak álcázza magát, és lelövi Hillt. Fury és Talos menekülni kényszerül, és elhagyja őt. |     |                           |           |                                  |                  |
| 2. | 2.  | Ígéretek (Promises)       | Ali Selim | Brant Englestein és Brian Tucker | 2023. június 28. |
| 1997-ben Fury találkozik a fiatal Gravikkal, és megvigasztalja őt, miközben beszédet mond a Skrull bevándorlóknak, és megígéri, hogy új otthont talál nekik. A jelenben, miután megmenekült a bombatámadás elől, Fury megtudja Talostól, hogy egymillió Skrull él a Földön az emberek között. A feldühödött Fury elválik Talostól, később pedig találkozik Hill édesanyjával, Elizabeth-tel, hogy elmagyarázza a halálának körülményeit. Mivel az Egyesült Államokat is belekeverik a bombatámadásba, Gravik találkozik a Skrull Tanács tagjaival, akik rosszallásukat fejezik ki tettei miatt. Gravik emlékezteti a Tanácsot, hogy Fury nem tartotta be az ígéretét, és a többség támogatásával kinevezeti magát az új Skrull tábornoknak. A Tanács tagja, Shirley Sagar, aki nem hajlandó behódolni, titokban kapcsolatba lép Talosszal, aki arra kéri, hogy szervezzen meg egy találkozót közte és Gravik között. Londonban Fury találkozik James Rhodes ezredessel, és elmagyarázza neki a Skrull fenyegetést. Fury megdöbbenésére Rhodes katonai leszerelést ad neki, mivel jelen volt a bombatámadásnál, amely kiélezte a feszültséget az Egyesült Államok és más nemzetközi kormányok között. Falsworth egy hentesüzlethez érkezik, ahol az egyik Skrull, Brogan van fogva, és kihallgatja őt. Megtudja, hogy Gravik egy gépet épít a Skrullok megerősítése céljából, és ebben egy Dalton nevű tudós házaspár is részt vesz. G'iah titokban rájön, hogy a Skrullok különböző idegen mintákon kísérleteznek. Ezután elkíséri Gravikot egy küldetésre, hogy megmentse Brogant. Mivel Gravik azt gyanítja, hogy beszélt, kivégezteti Brogant. Később Fury visszatér az otthonába, ahol felesége, Priscilla fogadja, aki titokban Skrull. |     |                           |           |                                  |                  |
| 3. | 3.  | Elárulva (Betrayed)       | Ali Selim | Roxanne Paredes és Brian Tucker  | 2023. július 5.  |
| 1995-ben Nick Fury először találkozik Varrával egy étteremben. A jelenben Gravik elárulja a Skrull tanácsnak, hogy az összegyűjtött idegen DNS felhasználásával szuper Skrullokat akar létrehozni, és hogy lázadókat küldött, hogy beépüljenek a Királyi Haditengerészetbe, hogy rakétákat lőjenek ki az ENSZ egyik repülőgépére. Gravik később találkozik Talosszal, hogy egyezkedjenek, de a megbeszélés megszakad, amikor az előbbi azzal fenyegetőzik, hogy megöli G'iah-t. Miután Talos kézbe szúrja Gravikot és távozik, Gravik az Extremis katona képességeivel meggyógyítja a kezét. G'iah titokban információkat küld Talosnak a támadásról, miközben Fury találkozik vele, és könyörög, hogy dolgozzanak újra együtt. Fury kapcsolatba lép Falsworth-szel, és megtudja a haditengerészeti parancsnokság felelős tisztjének, Robert Fairbanks parancsnoknak a nevét. Fury és Talos megérkeznek a főhadiszállásra, és kihallgatják Fairbanksot, de az utóbbi provokálja Talost, hogy megölje, miközben visszaváltozik Skrullá. Talos kapcsolatba lép G'iah-val, aki megszerzi Fairbanks engedélyezési kódját, így időben meg tudják szakítani a kilövést. G'iah megpróbál elhajtani a motorkerékpárján, de Gravik kiszúrja, aki árulással gyanúsítja. Amikor Gravik megparancsolja neki, hogy térjen vissza a táborba, G'iah visszautasítja, és a férfi lelőtte. Eközben Priscilla titokban kapcsolatba lép Rhodey-val, aki Gravikkal kíván beszélni. |     |                           |           |                                  |                  |
| 4. | 4.  | Szeretet (Beloved)        | Ali Selim | Brian Tucker                     | 2023. július 12. |
| G'iah felépül a sérüléséből, miután korábban Gravik gépét használta, hogy Extremis DNS-sel erősítse magát. Újra találkozik Talosszal, aki elárulja, hogy azt tervezi, hogy megkéri az Egyesült Államok elnökét, Ritsont, hogy segítsen a Skrulloknak, miután sikeresen megállították a lázadókat, ami kiábrándítja őt. Priscilla találkozik Rhodes-szal, akiről kiderül, hogy egy álcázott Skrull, miközben az utasítja őt, hogy ölje meg Furyt, bár mindketten nem tudják, hogy Fury lehallgatja a beszélgetésüket. Fury később szembesíti Priscillát a hűségével, de kibékülnek, miután a nő elárulja, hogy esküt tett emberi társának, hogy soha nem bántja a szerelmét. Fury meglátogatja az ál-Rhodes-t, és megiszik vele egy italt, ami folyékony nyomjelzőként működik. Fury és Talos ezután követi őt, amikor Ritsonért megy. Gravik és a Skrull-lázadók orosz terroristáknak álcázva megtámadják Ritson konvoját. A brit hadsereg segítségével Fury és Talos kiszabadítják az eszméletlen Ritsont, Talos pedig megsebesül. Gravik brit katonának adva ki magát, Fury szeme láttára leszúrja Talost. |     |                           |           |                                  |                  |
| 5. | 5.  | Aratás (Harvest)          | Ali Selim | Michael Bhim és Brian Tucker     | 2023. július 19. |
| A Ritson elleni sikertelen támadás után Pagon kritizálja Gravikot, amiért nem ölte meg Furyt, és azzal vádolja, hogy becsapta a többi Skrullt. Gravik bosszúból megöli őt. Fury a kórházban szembesíti Rhodes-t, de az elárulja, hogy nyilvánosságra hozta a Maria Hillt megölő Gravikról készült felvételeket, így Fury globális megfigyelési listára kerül. A Skrullok egy csoportja lázadást szervez Gravik ellen, és megpróbálják megölni őt, de ez nem sikerül, és Gravik mindannyiukat megöli, beleértve Betót is. Fury találkozik G'iah-val, aki elárulja, hogy Gravik valami olyasmit keres, amit ő "A mintának" nevezett el. Falsworth felkutatja Dr. Rosa Daltont, egy álruhás Skrull-t, és kikérdezi őt az Új-Skrullos DNS-gépről. Rhodes megmutatja Ritsonnak az Új-Skrullosról készült képeket, amelyek Oroszországot gyanúsítják a Skrull invázió támogatásával, és azt tanácsolja, hogy csapjanak le a táborra. Gravik felhívja Furyt, és felajánlja, hogy leállítja a csapást, ha személyesen hozza el neki a Mintát. G'iah és Priscilla temetést tartanak Talosnak, majd később rajtaüt egy Gravik által küldött Skrull csoport. A páros sikeresen leszámol a csoporttal. Finnországban Fury elvezeti Falsworth-t a nevével megjelölt sírhoz, amely a Mintát tartalmazza, és felkészül, hogy szembeszálljon Gravikkal. |     |                           |           |                                  |                  |
| 6. | 6.  | Otthon (Home)             | Ali Selim | Kyle Bradstreet és Brian Tucker  | 2023. július 26. |
| Fury Új Skrullosban szembeszáll Gravikkal, átadja neki a Mintát, és arra kéri, hogy kímélje meg a Földet, és hódítson meg más bolygókat. Gravik visszautasítja, mielőtt felhasználja a Mintát, hogy tovább erősítse magát, és megpróbálja megölni Furyt, csak hogy megtudja, hogy az egy álruhás G'iah volt, aki szintén felhasználta a Harvestet. A két fél összeverekszik, és G'iah végül megöli Gravikot. Eközben Raava sikeresen meggyőzi Ritsont, hogy engedélyezze az Új Skrullos elleni nukleáris csapást, de Falsworth rászedi, hogy intézkedjen Ritson evakuálásáról. Raava megpróbál visszavágni, de Fury megöli. Ritson lefújja a csapást, így G'iah kiszabadíthatja Gravik emberi foglyait, például Ross-t és Rhodes-t. Ezt követően Ritson új törvényt bocsát ki, amelyben minden földönkívüli fajt ellenséges erővé nyilvánít, és azzal fenyegetőzik, hogy levadássza a Földön maradt Skrullokat, ami nyugtalanságot okoz, mivel a civilek nyilvánosan meggyilkolnak különböző magas rangú tisztviselőket. Falsworth találkozik G'iah-val, és partnerséget javasol, hogy megvédjék a Skrullokat Ritson törvényjavaslata ellen. Fury megkéri Varra-t, hogy jöjjön vele a S.A.B.E.R.-re, hogy segítsen tárgyalni a békecsúcsról a Kree-kel. A lány beleegyezik, és együtt hagyják el a Földet. |     |                           |           |                                  |                  |

## A sorozat készítése
2020 szeptemberében Kyle Bradstreetről kiderült, hogy egy televíziós sorozatot fejleszt a Disney+ streaming szolgáltatás számára, amelynek középpontjában a Marvel Comics karaktere, Nick Fury áll. 2005 szeptemberében Avi Arad, a Marvel Entertainment elnöke és vezérigazgatója bejelentette, hogy a karakter egyike volt annak a tíz tulajdonságnak, amelyet az újonnan alakult Marvel Studios filmre fejleszt, miután a Marvel megkapta a finanszírozást a Paramount Pictures által forgalmazandó filmek gyártására; 2006 áprilisában Andrew W. Marlowe-t felvették, hogy írjon egy Nick Fury-film forgatókönyvét.
2019 áprilisában, miután Samuel L. Jackson tíz Marvel-moziuniverzum (MCU) filmben, valamint A S.H.I.E.L.D. ügynökei című sorozatában alakította Nick Fury-t, Richard Newby, a The Hollywood Reporter munkatársa úgy érezte, itt az ideje, hogy a karakter saját filmet kapjon, és a karaktert "az MCU legerősebb, még teljesen kiaknázatlan értékének" nevezte.
2020 decemberében Kevin Feige, a Marvel Studios elnöke hivatalosan is bejelentette, hogy 2020-ban új sorozatot indítanak Titkos invázió címmel. A sorozat a 2008-09-es azonos című képregény történetén alapul, Feige pedig "crossover eseménysorozatként" írta le, amely a jövőbeli MCU-filmekhez fog kapcsolódni. A Marvel Studios azért döntött úgy, hogy film helyett egy sorozatot készít, mert így valami mást csinálhattak, mint korábban.

### Forgatás
A forgatás 2021. szeptember 1-jén kezdődött Londonban. A forgatás 2022. április 25-én fejeződött be.